# Fuente de luna
Fuente de luna es el tercer álbum de estudio de la cantante sevillana Pastora Soler, lanzado en 1999.El disco cuenta con nueve nuevos temas de la cantante, mezclando pop, flamenco, y algunos toques árabes. El productor de este álbum y autor de siete canciones fue Manuel Ruiz Queco.

## Listado de canciones
1. No hay manera - 4:34
2. La brisa - 4:50
3. Dámelo ya - 3:52
4. Sólo por amarte - 4:02
5. Te quiero - 4:00
6. Diki diki - 4:05
7. Aire - 4:41
8. Cita con la soledad - 4:14
9. Si tú supieras - 4:22

- Datos: Q5870283